# الرجل العنكبوت: عبر عالم العنكبوت
الرجل العنكبوت: عبر عالم العنكبوت (بالإنجليزية: Spider-Man: Across the Spider-Verse) هو فيلم رسوم متحركة وأبطال خارقين أمريكي  صدر عام 2023، مبني على شخصية مايلز موراليس / سبايدر-مان من قصص مارفل المصورة. أُنتج الفيلم بواسطة كولومبيا بيكتشرز وسوني بيكتشرز أنيميشن بالتعاون مع مارفل إنترتينمنت، ووزعته سوني بيكتشرز ريليسينغ. يُعد هذا الفيلم تكملة لفيلم الرجل العنكبوت: بداخل عالم العنكبوت (2018)، و الجزء الثاني في سلسلة أفلام عالم العنكبوت، التي تدور أحداثها ضمن كونٍ مشترك من أكوان متعددة تُعرف باسم "عالم العنكبوت". أُخرج الفيلم من قبل خواكيم دوس سانتوس، كيمب باورز، وجاستن ك. طومسون، وشارك في إنتاجه كل من فيل لورد وكريستوفر ميلر، اللذان شاركا أيضًا في كتابة السيناريو إلى جانب ديفيد كالهام. يُؤدي شاميك مور دور مايلز موراليس، وتشاركه البطولة هايلي ستاينفيلد، براين تايري هنري، لورين فيليز، جيك جونسون، جايسون شوارتزمن، إيسا راي، كاران سوني، شيا ويغهام، غريتا لي، دانيال كالويا، ماهرشالا علي، وأوسكار إسحاق. ينطلق مايلز في مغامرة مع غوين ستايسي / سبايدر-وومان (ستاينفيلد) عبر الأكوان المتعددة، حيث يلتقي بفريق من نسخ سبايدر-مان بقيادة ميغيل أوهارا / سبايدر-مان 2099 (إسحاق)، ويُعرف الفريق باسم "مجتمع العنكبوت"، لكنه يدخل في صراع معهم حول كيفية التعامل مع تهديد جديد يتمثل في "ذا سبوت" (شوارتزمان).
بدأت سوني تطوير تكملة لفيلم بداخل عالم العنكبوت قبل صدوره في عام 2018، مع الإبقاء على فريق الكتابة والإخراج الأصلي، وكان من المقرر أن تركز الحبكة على العلاقة بين مايلز (مور) وغوين (ستاينفيلد). أُعلن رسميًا عن الفيلم في نوفمبر 2019، وبدأ العمل على الرسوم المتحركة في يونيو 2020، مع اعتماد أسلوب بصري مختلف لكل من الأكوان الستة التي تزورها الشخصيات. بلغت ميزانية الفيلم ما بين 100 إلى 150 مليون دولار، ومع مدة عرض مسرحي بلغت 140 دقيقة، أصبح الفيلم الأطول بين أفلام الرسوم المتحركة الأمريكية عند صدوره.
عُرض الرجل العنكبوت: عبر عالم العنكبوت لأول مرة في مسرح ريغينسي فيليدج بـلوس أنجلوس، كاليفورنيا في 30 مايو 2023، وصدر في الولايات المتحدة في 2 يونيو بعد تأجيله من موعده الأصلي في أبريل 2022. على غرار سابقه، لقي الفيلم نجاحًا نقديًا وتجارياً كبيرًا حيث حقق عدة أرقام قياسية في شباك التذاكر وتجاوزت إيراداته 690 مليون دولار عالميًا، متفوقًا على الجزء الأول ليصبح ثالث أعلى فيلم تحقيقًا للإيرادات في الولايات المتحدة عام 2023، وأعلى أفلام سوني بيكتشرز أنيميشن ربحًا على الإطلاق، وسادس أعلى فيلم تحقيقًا للإيرادات عالميًا في عام 2023. اختاره معهد الفيلم الأمريكي ضمن قائمة أفضل عشرة أفلام لعام 2023. من بين الجوائز العديدة التي حصدها، فاز بجائزة أفضل فيلم رسوم متحركة في جوائز اختيار النقاد للأفلام، جوائز آني، وجوائز نقابة المنتجين الأمريكية، كما رُشّح لنفس الفئة في جوائز الغولدن غلوب، جوائز الأكاديمية البريطانية (بافتا)، وجوائز الأوسكار.
من المقرر عرض الجزء الثالث والأخير من الثلاثية بعنوان الرجل العنكبوت: ما وراء عالم العنكبوت في 25 يونيو 2027، بينما فيلم فرعي بعنوان سبايدر-وومان حاليا قيد التطوير.

## الحبكة
على الأرض-65، أصبحت سبايدر-وومان غوين ستايسي منعزلة بشكل متزايد عن أصدقائها ومتباعدة عن والدها جورج. كان جورج يطارد سبايدر-وومان بتهمة قتل بيتر باركر، غير مدركٍ أن ذلك كان حادثًا بعد أن تحول بيتر إلى السحلية. تواجه غوين نسخة من النسر من كون بديل مستوحى من عصر النهضة الإيطالي، ويصل ميغيل أوهارا وجيس درو عبر بوابات بُعدية للمساعدة في تحييده. يحاصر جورج غوين وتكشف له عن هويتها، ويحاول اعتقالها قبل أن تغادر مع جيس وميغيل.
في بروكلين على الأرض-1610، بعد ستة عشر شهرًا من هزيمة كينغبن وتدمير مصادم ألكماكس، يواجه مايلز موراليس صعوبات مع والديه بسبب تداخُل واجباته كسبايدر-مان مع حياته الشخصية، ويتم معاقبته عندما يتأخر عن حفلة للاحتفال بترقية والده جيف إلى رتبة نقيب شرطة. يصادف مايلز شخصية "ذا سبوت"، وهو عالِم في ألكماكس تحوّل إلى شرير خارق بعد أن امتلأ جسده بالبوابات أثناء الانفجار. يلوم "ذا سبوت" مايلز على تسببه في تحوّله، ويكشف أن العنكبوت المُشع الذي عضّ مايلز ومنحه قواه جاء من كون بديل، الأرض-42، بينما كان "ذا سبوت" يختبر المصادم. ينقل "ذا سبوت" نفسه بالخطأ إلى فراغ ويتعلم استخدام بواباته للسفر إلى أكوان أخرى وتعزيز قواه باستخدام مصادمات ألكماكس في أبعاد مختلفة. تسافر غوين إلى بُعد مايلز ويعيدان التواصل، ويتشاركان صراعاتهما مع تلميحات لمشاعر انجذاب بينهما.
تتعقب غوين "ذا سبوت" سرًا وتفتح بوابة إلى الكون التالي: الأرض-50101. يتبعها مايلز خفيةً إلى البوابة، ويتعاون الاثنان مع سبايدر-مان المحلي للأرض-50101، بفيتر بربهاكار، ولاحقًا هوبى براون، ضد "ذا سبوت". يمتص "ذا سبوت" طاقة المصادم، ويتشارك مع مايلز رؤية لهجماته المستقبلية، والتي تشمل مقتل جيف ومفتش الشرطة سينغ، والد غايتري، صديقة بفيتر. يهرب "ذا سبوت" وينقذ مايلز سينغ من دمار المصادم، لكن العالم يبدأ بالانهيار قبل أن يصل أفراد سبايدر-مان آخرون لاحتواء الضرر.
يُؤخذ مايلز وغوين وهوبى إلى نويفا يورك في الأرض-928، حيث يعمل مجتمع متعدد الأكوان من سبايدر-مان، يُعرف باسم "مجتمع العنكبوت"، معًا لمواجهة التهديدات المتعددة الأكوان. يلتقي مايلز بميغيل، قائد المجتمع، ويجتمع مجددًا مع بيتر ب. باركر، الذي يعرّفه على ابنته الرضيعة مايدي باركر. يشرح ميغيل لمايلز أن قصة كل سبايدر-مان تحتوي على "أحداث أساسية"، مثل موت نقيب شرطة مقرّب من سبايدر-مان، ولا يمكن تعطيلها؛ وإلا قد ينهار ذلك الكون، مما قد يؤدي إلى انهيار الكون المتعدد بأسره كنتيجة. يدرك مايلز أن قتل "ذا سبوت" لوالده جيف هو حدث أساسي ويتم سجنه من قِبل ميغيل لمنعه من إنقاذ جيف. يحرر مايلز نفسه بمساعدة من هوبى، ويهرب بينما يطارده المجتمع. يحاصر ميغيل مايلز ويخبره أنه لم يكن من المفترض أن يُصبح سبايدر-مان، ويلومه على خلق "ذا سبوت"، وأن الأرض-42 لا يوجد بها سبايدر-مان بسببه. يتغلب مايلز على ميغيل، وبمساعدة من مارغو كيس، يهرب عائدًا إلى كونه الخاص. تدافع غوين عن مايلز، فيطردها ميغيل بغضب إلى كونها.
في موطنها، تلتقي غوين بجورج ويصالحان بعضهما عندما يكشف لها عن قراره بالاستقالة من الشرطة بدلًا من اعتقالها. يمنحها جورج جهاز بوابات مؤقت تركه لها هوبى. تستخدم غوين الجهاز للسفر إلى الأرض-1610 وتبدأ بالبحث عن مايلز، كما يفعل أعضاء آخرون من المجتمع. يحاول مايلز الكشف عن هويته السرية لأمه ريو، مما يثير حيرتها. يدرك مايلز وغوين أن الأول في الأرض-42 وليس في كونه الخاص. في الأرض-42، لا يزال عمه الراحل آرون ديفيس على قيد الحياة بينما جيف ميت، ومدينة نيويورك تعاني من الجريمة بسبب غياب سبايدر-مان. يُقيّد آرون مايلز، وينضم إليه نظير مايلز في الأرض-42، "ذا براولر". يستعد مايلز للهروب من قيوده بينما يبدأ "ذا سبوت" هجومه على نيويورك في الأرض-1610. بعد أن وعدت ريو وجيف بأنها ستجد مايلز، تتعاون غوين مع بيتر ب. ومايدي، بفيتر، هوبى، مارغو، سبايدر-مان نوار، بيني باركر وسبايدر-هام.

## طاقم الأداء الصوتي
- شاميك مور بدور مايلز موراليس / سبايدر-مان: مراهق تولى دور سبايدر-مان في الأرض-1610 بعد وفاة بيتر باركر في واقعه على يد كينغبن.

- هايلي ستاينفيلد بدور غوين ستايسي / سبايدر-وومان: نسخة من غوين ستايسي تمثل سبايدر-وومان في الأرض-65، حيث تُعدّ هاربة مطلوبة بعد أن قتلت بالخطأ بيتر باركر في واقعها، بعدما تحول إلى السحلية.
- براين تايري هنري بدور جيف موراليس: والد مايلز وشرطي تمّت ترقيته مؤخرًا إلى رتبة نقيب شرطة.
- لورين فيليز بدور ريو موراليس: والدة مايلز، وتعمل ممرضة. كما تُؤدي فيليز أيضًا دور نسخة بديلة من ريو من الأرض-42.
- جيك جونسون بدور بيتر بي. باركر / سبايدر-مان: سبايدر-مان أكبر سنًا من الأرض-616B كان بمثابة مُرشد لمايلز. وهو الآن متزوج من ماري جين "إم جاي" واتسون في واقعه ولديه ابنة تُدعى مايداي.
- جايسون شوارتسمن بدور جوناثان أون / ذا سبوت: عالم سابق من شركة ألكماكس تحوّل إلى شرير خارق بعد حادث، وأصبح جسده مغطّى ببقع بوابات بين-بُعدية تمكّنه من التنقل عبر الفضاء والأكوان المختلفة. لم يكن "ذا سبوت" في الأصل هو الخصم الرئيسي في الفيلم، إذ رُفض في البداية من قبل فيل لورد وكريستوفر ميلر حين اقترحه المنتج آفي آراد، لكن ذلك تغيّر بعد مناقشة الإمكانيات الكامنة في قواه.
- إيسا راي بدور جيس درو / سبايدر-وومان: سبايدر-وومان حامل من الأرض-332، وهي اليد اليمنى لميغيل وتتنقل على دراجة نارية. على عكس معظم شخصيات سبايدر-مان، لا تُخفي جيس هويتها الحقيقية.
- كاران سوني بدور بفيتر بربهاكار / سبايدر-مان الهند: نسخة من سبايدر-مان من الأرض-50101 يستخدم أساور على معصميه لإطلاق الشباك، ويعيش في "مومباتن" (دمج بين مومباي ومانهاتن).
- دانيال كالويا بدور هوبي براون / سبايدر-بانك: نسخة بانك روك من سبايدر-مان من الأرض-138 يستخدم غيتاره كسلاحه الرئيسي.
- أوسكار إسحاق بدور ميغيل أوهارا / سبايدر-مان 2099: سبايدر-مان "نينجا-مصاص دماء" من الأرض-928 تقع أحداثه في سنة 2099، وهو قائد "مجتمع العنكبوت"، مجموعة من شخصيات سبايدر-مان من أكوان بديلة مكلّفة بحماية الكون المتعدد. وصف إسحاق شخصية ميغيل بأنه "سبايدر-مان الوحيد الذي لا يمتلك حسًّا فكاهيًا".

## الاستقبال

### شباك التذاكر
حقق فيلم الرجل العنكبوت: عبر عالم العنكبوت إيرادات بلغت 381.6 مليون دولار في الولايات المتحدة وكندا، و309.2 مليون دولار في الأسواق الأخرى، ليصل إجمالي الإيرادات عالميًا إلى 690.8 مليون دولار. تجاوز الفيلم إجمالي أرباح سابقه البالغة 384.5 مليون دولار بعد 12 يومًا من عرضه، وتفوق على فيلم السنافر ليصبح أعلى أفلام سوني بيكتشرز أنيميشن ربحًا في التاريخ. قدرت ديدلاين هوليوود صافي أرباح الفيلم بـ328 مليون دولار بعد احتساب كافة التكاليف والعائدات، مما وضعه في المركز الثالث على قائمتها لأكثر "الأعمال ربحية" لعام 2023.
في الولايات المتحدة وكندا، صدر عبر عالم العنكبوت بالتزامن مع فيلم البعبع، وكان من المتوقع أن يحقق نحو 80 مليون دولار من 4313 دار عرض في أول عطلة أسبوعية له، بينما توقعت استوديوهات منافسة أن يصل إلى 90 مليون دولار. جمع الفيلم 17.35 مليون دولار من عروض ليلة الخميس، وهو ثالث أفضل رقم لفيلم رسوم متحركة بعد الأسد الملك (23 مليون دولار في 2019) والخارقون 2 (18.5 مليون دولار في 2018). بعد أن حقق 51.7 مليون دولار يوم الجمعة (شاملًا عروض الخميس، وهو أفضل يوم افتتاحي لعام 2023 حتى تلك اللحظة)، رُفعت التقديرات لعطلة نهاية الأسبوع إلى 113 مليون دولار. افتتح الفيلم في نهاية المطاف بـ120.7 مليون دولار، وهو ثاني أعلى افتتاح في 2023 (بعد سوبر ماريو الذي افتتح بـ146.4 مليون دولار) وثامن أفضل افتتاح لفيلم رسوم متحركة في التاريخ. تجاوز الفيلم فندق ترانسلفانيا 2 الذي جمع 48.4 مليون دولار عام 2015، ليحقق أعلى افتتاحية لفيلم رسوم متحركة من إنتاج سوني بيكتشرز أنيميشن. في عطلة نهاية الأسبوع الثانية، حقق الفيلم 55.5 مليون دولار، وجاء في المركز الثاني خلف الوافد الجديد المتحولون: نهوض الوحوش، ثم حصد 27.8 مليون دولار في عطلة نهاية الأسبوع الثالثة، وجاء ثالثًا. في عطلة الأسبوع الرابعة، جمع 19.3 مليون دولار، متصدرًا شباك التذاكر من جديد رغم المنافسة من فيلم لا ضغينة، ذا فلاش ومدينة العناصر اللذَين واصلا عرضهُما.
أما خارج الولايات المتحدة وكندا، فقد حقق الفيلم 88.1 مليون دولار من 59 سوقًا خلال افتتاحيته العالمية. وفي الأسبوع الثاني، جمع عبر عالم العنكبوت 47 مليون دولار، بانخفاض نسبته 44%. أما في الأسبوع الثالث، فحقق الفيلم 27.6 مليون دولار من 60 سوقًا، منها 2.8 مليون دولار في اليابان. واعتبارًا من 9 يوليو 2023، كانت أعلى الأسواق من حيث الأرباح هي: الصين (49.6 مليون دولار)، المملكة المتحدة (35 مليون دولار)، المكسيك (27.8 مليون دولار)، أستراليا (20.6 مليون دولار) وفرنسا (13.4 مليون دولار).

### الاستجابة النقدية
على موقع تجميع المراجعات روتن توميتوز، حصل الفيلم على نسبة تقييم إيجابي بلغت 95% من أصل 386 مراجعة من النقاد، مع متوسط تقييم بلغ 8.6 من 10. وورد في إجماع آراء الموقع: "بصريًا مذهل ومليء بالحركة تمامًا مثل سابقه، فيلم الرجل العنكبوت: عبر عالم العنكبوت يُبهِر من البداية وحتى النهاية المعلقة". أما موقع ميتاكريتيك، الذي يستخدم متوسطًا مرجّحًا، فقد منح الفيلم درجة 86 من أصل 100 بناءً على تقييم 60 ناقدًا، مشيرًا إلى "إشادة عالمية". أعطى الجمهور الذي استُطلعت آراؤه عبر سينما سكور الفيلم متوسط تقدير بلغ "A" على مقياس من A+ إلى F، بينما منح المشاركون في استطلاع بوست تراك الفيلم نسبة إيجابية إجمالية بلغت 93%، مع تصريح 82% منهم بأنهم "سيوصون بمشاهدته بالتأكيد".

## وصلات خارجية
- الموقع الرسمي